# Восстание в Верхней Канаде
Восстание в Верхней Канаде было восстанием малоземельных поселенцев Верхней Канады (примерно соответствовавшей современной канадской провинции Онтарио), в основном протестантов шотландского происхождения, против колониальных властей Британии в 1837 и 1838 годах. Вместе с Восстанием патриотов в Нижней Канаде известно под общим названием Восстания 1837 года.

## Истоки проблемы
После англо-американской войны 1812—1814 гг. правительство Верхней Канады находилось под влиянием богатых землевладельцев, известных под общим названием «Семейный сговор».
Одним из наиболее спорных вопросов в Верхней Канаде в начале XIX века был вопрос о распределении земельных участков. Значительная часть земель считалась «резервами Короны», подлежавшими использованию и распределению в основном в пользу священников англиканской церкви. Оставаясь необработанными, эти земли ухудшали положение соседних ферм, поскольку изолированные небольшие участки обрабатывались менее эффективно, чем если бы их удалось объединить. Эта система землепользования считалась излишне бюрократизированной по сравнению с землепользованием в соседних США.
Хотя формально земли резервировались для «протестантских священников», «Семейный сговор» интепретировал это положение исключительно в пользу англиканских священников, исключая из распределения земель священников других протестантских конфессий и тем более католиков.
Ещё одной проблемой для Верхней Канады было распространение республиканских идей из США. Британские власти учредили на территории Канады колониальное правительство в надежде, что в будущем удастся подавить республиканские идеи и в США; в результате, однако, произошло обратное — идеи американской демократии стали проникать в Канаду вместе с группами американских иммигрантов-лоялистов, которые привели к росту требований реформ. Лидером радикального крыла реформистов был Уильям Лайон Макензи, однако большая часть реформистов — среди них такие, как Роберт Болдуин — не поддерживали требования Макензи об учреждении республиканского правительства.

## Нарастание напряжения
Уильям Лайон Макензи (родом из шотландских иммигрантов, как и большая часть недовольных землевладельцев) основал газету The Colonial Advocate (1824) в столице Верхней Канады г. Йорк (ныне Торонто). Он стал играть активную роль в политике, получив место в Законодательной ассамблее Верхней Канады и став позднее первым мэром этого города, переименованного в Торонто в 1834 г. Ни его радикальное крыло, ни умеренные реформисты Болдуина не добились большого успеха в Законодательном собрании, а Болдуина уволил из правительства лейтенант-губернатор сэр Фрэнсис Боонд Хед. Консервативная оппозиция организовала нападения на редакцию его газеты с целью помешать её выпуску.
В 1836 и 1837 гг. Макензи добился поддержки среди фермеров в окрестностях Торонто. Поддержка с их стороны особенно возросла после плохого урожая в 1835 г., которое привело к экономическому спаду и к ужесточению кредитной политики банков.

## Ход восстания
Когда осенью 1837 г. в Нижней Канаде вспыхнуло Восстание патриотов, Бонд Хед направил на его подавление британские войска, расквартированные в Торонто. Воспользовавшись отсутствием регулярных войск, Макензи и его сторонники захватили арсенал в Торонто и организовали военный марш по Янг-стрит, начавшийся у таверны Монтгомери 4 декабря 1837 г.
Когда началось восстание, Макензи колебался, стоило ли совершать нападение на город. 7 декабря прибыл военный лидер восстания Макензи, Энтони ван Эгмонд, ветеран наполеоновских войн, который посоветовал немедленно отступить, однако и в этом случае Макензи колебался. В тот же день полковник Муди попытался преодолеть уличные баррикады, чтобы предупредить Бонд Хеда, но повстанцы запаниковали и убили его. Пока Макензи выжидал, в поддержку Бонд Хеда прибыло подкрепление — 1000 человек под командованием полковника Джеймса Фицгиббона, которые всего за полчаса нанесли 400 повстанцам существенный урон и заставили тех бежать.
Тем временем группа повстанцев в г. Лондон под руководством Чарльза Данкомба вышла в сторону Торонто, чтобы поддержать Макензи. Полковник Аллан Макнаб перехватил их у Гамильтона 13 декабря и обратил в бегство.
Маккензи, Данкомб, Джон Рольф и 200 повстанцев бежали на остров Нейви на реке Ниагара, где они провозгласили Республику Канада 13 декабря того же года. Они получали материальную помощь из США. 13 января 1838 британские войска атаковали остров, и повстанцы бежали. Макензи оказался в США, где его арестовали. Прочих руководителей восстания, среди которых были ван Эгмонд, Сэмюэл Луант и Питер Мэтьюз, арестовали британские власти. Ван Эгмонд умер в тюрьме, а Лаунт и Мэтьюз были казнены в 1838 году.

## Последствия
По сравнению с Восстанием в Нижней Канаде (известным также как Восстание Патриотов), восстание в Верхней Канаде было кратким, плохо организованным и почти без последствий. Тем не менее, британские власти не смогли игнорировать восстание в свете более серьёзного кризиса во франкоязычной Нижней Канаде. Бонд Хед был отозван, и его сменил лорд Дарем, которому было поручено найти компромисс с недовольными малоземельными поселенцами. В его отчёте о делах в Британской Северной Америке рекомендовалось учредить ответственное перед народом провинции правительство с тем, чтобы объединить население Верхней и Нижней Канады. Лишь одна из его рекомендаций была осуществлена британским правительством — в соответствии с Актом о Союзе 1840 г. две провинции были объединены в одну, и франкофоны, составлявшие большинство в Верхней Канаде, оказались в меньшинстве в новообразованной провинции.